# إيفان نافارو (رسام)
إيفان نافارو (بالإسبانية: Iván Navarro)‏ هو رسام تشيلي، ولد في 1972.